# 단문류
단문류(單門類; 영어: Monotrysia) 또는 단문나방류는 나비목에 속하는 곤충 분류군의 하나이다. 최근 분류에서는 자연분류군 또는 계통군으로 간주하지 않는다. 이 분류군은 일부 원시적인 나방류만을 포함하고 있으며, 이들의 대부분(최근에 안데스나방상과를 발견하여 추가했음)은 작고, 전 세계 여러 지역에서 이문군에 비해 연구가 비교적 덜 되어 있다.
이 분류군의 명칭은 암컷이 지닌, 교미를 하는 구멍인 교미구(交尾口)와 알을 낳는 산란구(産卵口)가 하나의 문(門)으로 같기 때문이며, 반면에 이문군(이문류 二門類, Ditrysia)은 교미구와 산란구가 다르다. 단문나방류는 이문군을 제외한 모든 이맥류, 즉 5개 상과를 포함하고 있다.

## 하위 분류
- 긴수염나방상과(Adeloidea) [과거의 곡나방상과 (Incurvarioidea)에 해당]
- 안데스나방상과 (Andesianoidea)
- 팔라이파투스상과 (Palaephatoidea)
- 어리굴나방상과 (Tischerioidea)
- 꼬마굴나방상과 (Nepticuloidea)